# Charlotte Durif
Charlotte Durif (Belley, 18 de agosto de 1990) es una deportista francesa que compite en escalada, especialista en la prueba de dificultad velocidad bloques.
Ganó dos medallas en el Campeonato Mundial de Escalada, oro en 2014 y bronce en 2016, y dos medallas en el Campeonato Europeo de Escalada, oro en 2006 y bronce en 2015.

## Palmarés internacional
| Campeonato Mundial | Campeonato Mundial    | Campeonato Mundial | Campeonato Mundial |
| Año                | Lugar                 | Medalla            | Prueba             |
| ------------------ | --------------------- | ------------------ | ------------------ |
| 2014               | Múnich (Alemania)     | Medalla de oro     | Combinada          |
| 2016               | París (Francia)       | Medalla de bronce  | Combinada          |
| Campeonato Europeo |                       |                    |                    |
| Año                | Lugar                 | Medalla            | Prueba             |
| 2006               | Ekaterimburgo (Rusia) | Medalla de oro     | Dificultad         |
| 2015               | Innsbruck (Austria)   | Medalla de bronce  | Combinada          |